# Liste der Monuments historiques in Éragny-sur-Epte
Die Liste der Monuments historiques in Éragny-sur-Epte führt die Monuments historiques in der französischen Gemeinde Éragny-sur-Epte auf.

## Liste der Bauwerke
| Bezeichnung                                    | Beschreibung                     | Standort                | Kennzeichnung | Schutzstatus | Datum | Bild |
| ---------------------------------------------- | -------------------------------- | ----------------------- | ------------- | ------------ | ----- | ---- |
| Atelier und Garten des Malers Camille Pissarro | Erbaut Ende des 19. Jahrhunderts | 29, rue Pissarro (Lage) | PA60000017    | Inscrit      | 1998  |      |